# Corrado Cafici
Corrado Cafici di Calaforno (Vizzini, 1856 – Vizzini, 1954) è stato un archeologo e politico italiano.

## Biografia
Esponente di una famiglia baronale di Vizzini, in provincia di Catania, fu figlio primogenito dell'onorevole Vincenzo e Marietta Di Martino, ed assieme al fratello minore Ippolito, intraprese studi scientifici in ambito paleontologico e paletnologico.
Rispetto al fratello Ippolito, le sue ricerche archeologiche si concentrarono in particolare sul Neolitico in Sicilia orientale. A Cafici si deve in particolare la scoperta di siti archeologici stentinelliani nelle località di Tre Fontane e Poggio Rosso a Paternò e di Fontana di Pepe a Belpasso, i cui oggetti sono conservati al Museo archeologico di Siracusa, e che lo stesso Cafici donò nel 1946.
Secondo Cafici, fu l'antico popolo dei Sicani a portare la cultura stentinelliana in Sicilia.
Fu sindaco di Vizzini dal 1904 al 1908
Collaborò con la rivista Il naturalismo siciliano.

## Pubblicazioni
Corrado Cafici fu autore delle seguenti pubblicazioni:
- Contributi allo studio del neolitico siciliano - Parma, Tip. Federale (1915)
- La stazione neolitica di Fontane di Pepe (Belpasso) e la civiltà di Stentinello in Sicilia e sul versante adriatico dell'Italia meridionale. - Palermo, Tip. Boccone del Povero (1920)
- Contributi allo Studio della Sicilia preistorica - Catania, Giannotta (1921)
- Note di paletnologia siciliana - Palermo, Tip. Boccone del Povero (1925)